# Tufão Odessa

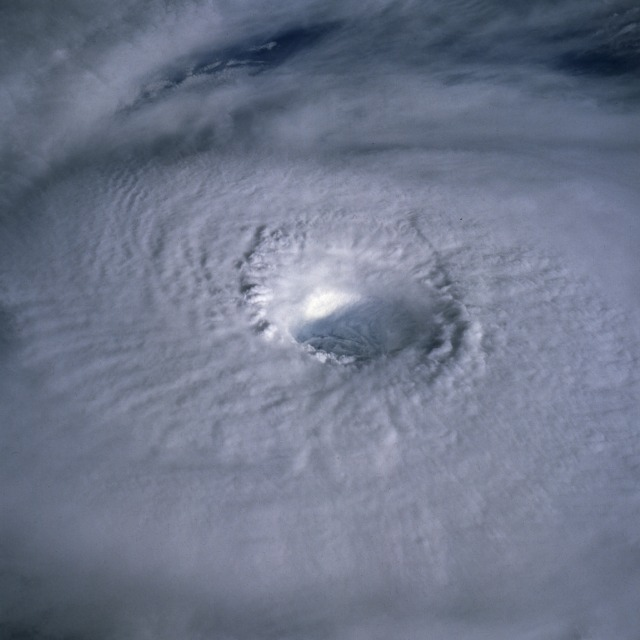
No olho do Furacão, Oceano Pacífico, agosto de 1985.

O Furacão Odessa ou Tufão Odessa ficou ativo durante todo o mês de agosto no oeste do Oceano Pacífico. Foi o maior ciclone tropical circular já visto por satélite.